# Yuliya Sujavitskaya
Yuliya Sujavitskaya –en bielorruso, Юлія Сухавіцкая– (31 de octubre de 1978) es una deportista bielorrusa que compitió en taekwondo. Ganó una medalla de bronce en el Campeonato Mundial de Taekwondo de 2003 y dos medallas de bronce en el Campeonato Europeo de Taekwondo entre los años 1998 y 2005.

## Palmarés internacional
| Campeonato Mundial | Campeonato Mundial                | Campeonato Mundial | Campeonato Mundial |
| Año                | Lugar                             | Medalla            | Categoría          |
| ------------------ | --------------------------------- | ------------------ | ------------------ |
| 2003               | Garmisch-Partenkirchen (Alemania) | Medalla de bronce  | –63 kg             |
| Campeonato Europeo |                                   |                    |                    |
| Año                | Lugar                             | Medalla            | Categoría          |
| 1998               | Eindhoven (Países Bajos)          | Medalla de bronce  | –63 kg             |
| 2005               | Riga (Letonia)                    | Medalla de bronce  | –63 kg             |